# Карл Ліхновски
Князь Карл Ліхновски (нім. Karl von Lichnowsky), 19 грудня 1819 — 18 жовтня 1901) — п'ятий князь Ліхновський та сьомий граф Ліхновський, граф цу Верденберг, син третього князя Ліхновського Едуарда та угорської графині Елеонори Зічі, німецький політик, генерал від кавалерії.

## Біографія
Карл народився 19 грудня 1819 року у Градеці-над-Моравицею. Він був п'ятою дитиною та другим сином в родині князя Ліхновського Едуарда та його дружини Елеонори Зічі. Хлопчик мав старшого брата Фелікса та сестер Марію Адельгейду, Леокадію й Антонію. Згодом народились молодші брати Роберт та Оттеніо.
Після смерті батька у 1845 році титул перейшов до старшого брата Фелікса, однак, під час заворушень 1848 року той загинув у Франкфурті. Карл успадкував титул та маєтки, і у 1847—1848 роках входив до складу пруського Об'єднаного Ландтагу. У 1852—1854 роках був членом другої палати пруського Ландтагу. 12 жовтня 1854 — увійшов до верхньої палати.
Окрім іншого, до нерухомого майна Карла Ліхновського входили замок Градець-над-Моравицею та замок у Кухельні, який найчастіше використовувався як мисливський будинок та літня резиденція. У 1853 році князь почав зводити в Кухельні ще один палац, який отримав назву Дім Кавалерів і мав на меті стати гостьовим будинком. Тоді ж навколо замку був розбитий парк.
У віці 39 років Карл побрався із 22-річною французькою принцесою Марією де Крой. Весілля відбулося 2 травня 1859 у Парижі. У подружжя народилося троє дітей.
8 березня 1860 року Ліхновски отримав право на предикат Ваша Світлість.
Був членом Імперської партії (Deutsche Reichspartei) і з 1867 року входив до Райхстагу Північнонімецького союзу, а також — до Райхстагу Німецької імперії перших двох скликань. Окрім цього був членом ландтагу Силезії.

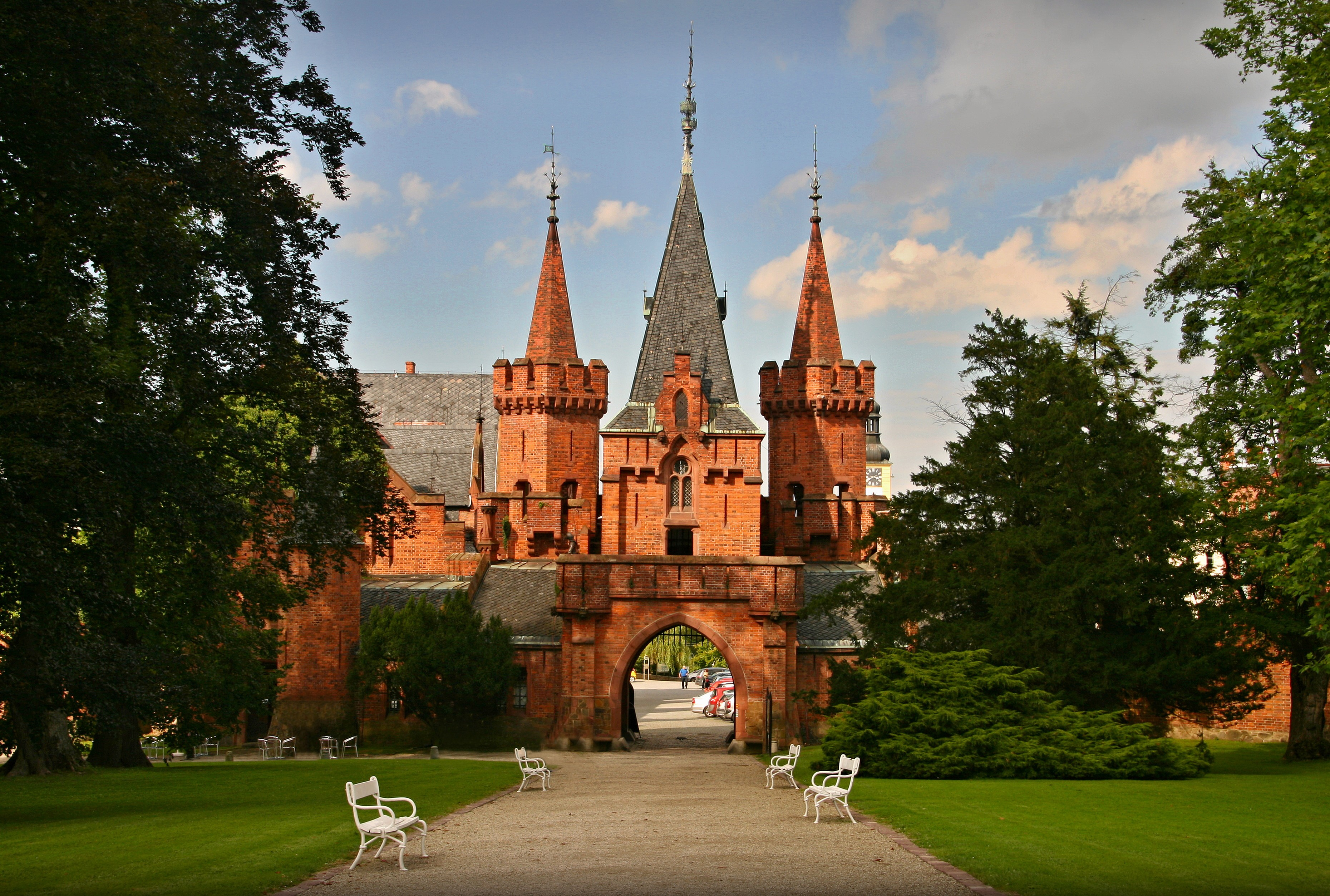
Замок Градець-над-Моравіцей

У 1870-х роках винайняв архітектора Алексіса Лангера з Вроцлава для будівництва нового замкового комплексу у Градеці-над-Моравіцей. Наприкінці десятиліття той передав повноваження над роботами Генделю з Веймара, який і завершив будівництво у 1895 році. Результатом стало створення так званого Червоного замку та Білої башти. Комплекс був виконаний у готичному стилі за зразками німецьких середньовічних фортець і включав у себе стайню та інші господарські об'єкти.
У 1891 році Ліхновски започаткував будівництво залізниці Опава-Ратобір-Кухельня, яке було завершено за чотири роки. У 1895 до Кухельні прибув перший потяг. У 1893, 1894 та 1897 Карла навідував у Кухельні кайзер Вільгельм II, а у 1899-му до нього завітав король Саксонії Альберт.
Помер Карл у Градеці-над-Моравіцей в похилому віці 18 жовтня 1901 року. Тимчасово був похований в кухельницькій каплиці. Його дружина Марія де Крой ініціювала будівництво родового мавзолею у Кухельні, який звели протягом наступних двох років. 11 березня 1903 року прах було перенесено до мавзолею. У 1915 році там поховали саму Марію, а у 1928-му — їхнього сина Карла Макса.

## Родина
Дружина — французька принцеса Марія де Крой.
Діти:
- Карл Макс (1860—1928) — 6-й князь Ліхновський, був одруженим із графинею Мехтильдою фон Арко-Ценненберг, мав трьох дітей;
- Марія Кароліна (1861—1933) — дружина графа Вільгельма фон Редерна, мала п'ятьох дітей;
- Маргарита (1863—1954) — дружина графа Кароля Лянцкоронського, мала двох доньок.